# Natan ben Jechiel
Natan ben Jechiel var en judisk språkman verksam i Rom, död omkring 1100.
Natan ben Jechiel kom från en för sin lärdom berömd släkt och författade en betydelsefull ordbok till talmud, Aruch som bearbetats och utkommit i en mängd utgåvor in i modern tid. Alexander Kohut utgav från 1878 en Aruch completum och 1927 utgavs en utgåva från 1517 i anastatiskt nytryck.